# Daniel Kish
Pour les articles homonymes, voir Kish.

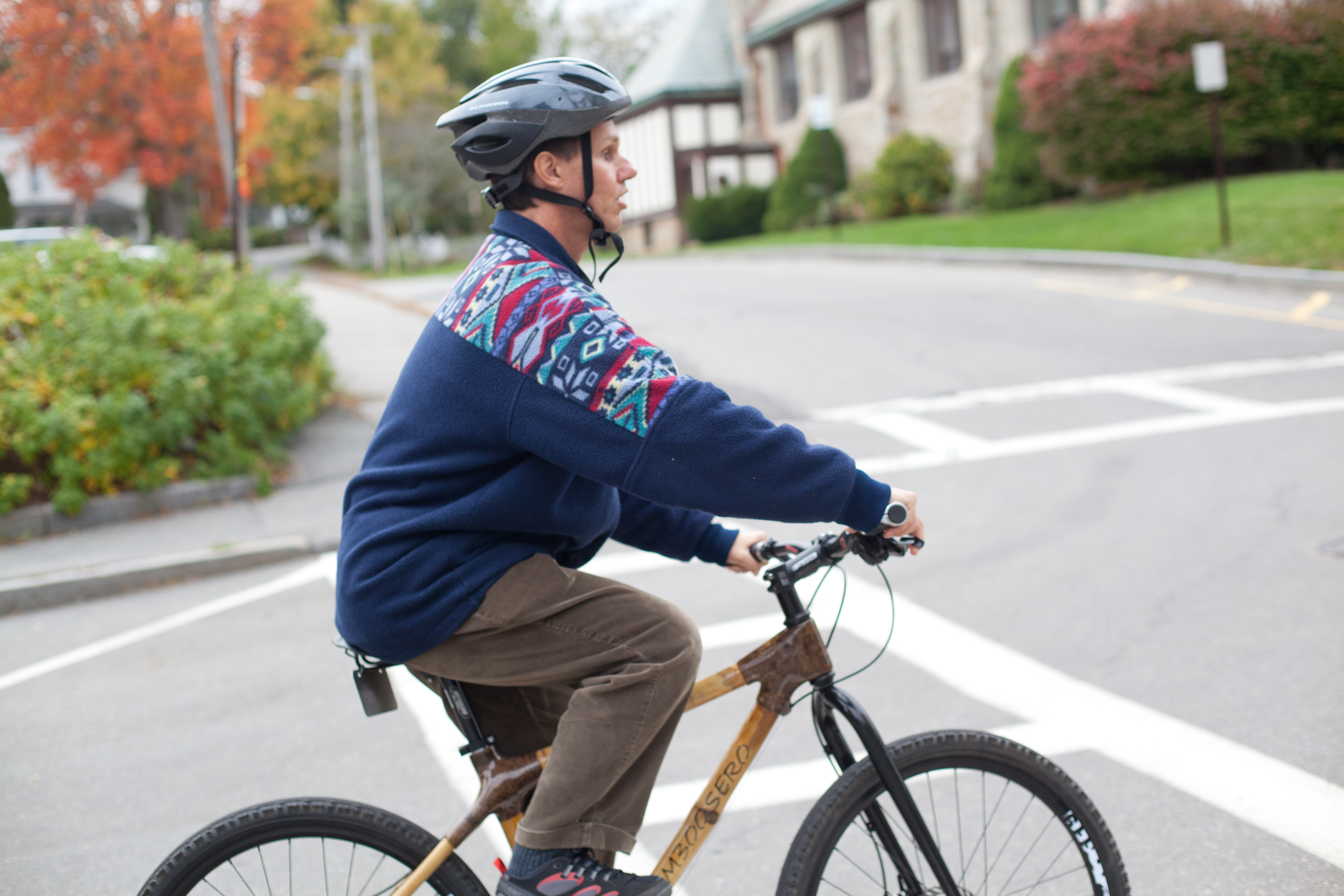
Daniel Kish à vélo en 2011.

Daniel Kish (né en 1966 à Montebello, en Californie) est un expert américain en écholocalisation humaine. Aveugle dès treize mois, il a développé une technique d'écholocalisation où il claque régulièrement la langue, ce qui lui permet de repérer les obstacles pendant ses déplacements. Pour cette raison, il est surnommé « l'homme chauve-souris ».

## Biographie
Très jeune, Daniel Kish est atteint d'une maladie qui oblige les médecins à lui retirer ses yeux dès l'âge de treize mois. 
Il détient une maîtrise en psychologie du développement et éducation spécialisée.
Kish est président de World Access for the Blind, un OSBL qu'il a fondé en 2000 dans le but d'enseigner sa technique aux non-voyants,. Lui et son association ont enseigné sa méthode à plus de 500 enfants aveugles de par le monde. Kish est la première personne aveugle à être légalement déclarée Certified Orientation and Mobility Specialist (COMS, « spécialiste en orientation et mobilité certifié ») et à posséder une National Blindness Professional Certification (NOMC, une reconnaissance délivrée par une association américaine se préoccupant de cécité),. 
Les efforts de Kish ont inspiré un certain nombre de recherches scientifiques sur l'écholocalisation humaine. Par exemple, lors d'une étude réalisée à l'université d'Alcalá de Henares en Espagne, dix personnes voyantes ont suivi une formation basique sur les compétences en navigation. L'expérience visait à déterminer les sons les plus susceptibles de servir en écholocalisation,. Également, des chercheurs ont utilisé l'imagerie par résonance magnétique (IRM) dans le but de trouver les zones du cerveau activées lors d'une écholocalisation chez Kish et un autre expert en écholocalisation. Les chercheurs pensent que les zones actives lors du processus de vision chez les voyants sont les mêmes chez les non-voyants qui ont recours à l'écholocalisation,.
Kish a fait un caméo dans le film indien Thaandavam (en) (2012).

## Publication
- (en) Daniel C. Kish, Evaluation of an Echo-Mobility Program for Young Blind People, San Bernardino (Californie), Department of Psychology, université d'État de Californie, 1995, 277 p.Thèse de maîtrise